# (7207) Hammourabi
(7207) Hammourabi, désignation internationale (7207) Hammurabi, est un astéroïde de la ceinture principale.

## Description
(7207) Hammourabi est un astéroïde de la ceinture principale. Il fut découvert par Cornelis Johannes van Houten et Tom Gehrels le 24 septembre 1960 à l'observatoire Palomar. Il présente une orbite caractérisée par un demi-grand axe de 2,577 UA, une excentricité de 0,186 et une inclinaison de 14,125° par rapport à l'écliptique.
Il fut nommé en hommage au roi babylonien Hammourabi, qui régna de 1792 à 1750 avant Jésus-Christ.

## Compléments